# Babakan Jaya
Babakan Jaya is een bestuurslaag in het regentschap Serang van de provincie Banten, Indonesië. Babakan Jaya telt 2158 inwoners (volkstelling 2010).